# Аргентина на зимних Олимпийских играх 1998
Аргентина принимала участие в Зимних Олимпийских играх 1998 года в Нагано (Япония) в четырнадцатый раз за свою историю, но не завоевала ни одной медали.
Сборная Аргентины в 1998 году состояла всего из двух спортсменов: 20-летней горнолыжницы Каролы Калельо и 24-летнего сноубордиста Мариано Лопеса.

## Результаты
Лучшим результатом аргентинской сборной стало 19 место в комбинации (среди женщин) у Каролы Калельо.

### Горнолыжный спорт
Женщины
| Спортсмен      | Соревнование      | Попытка 1 | Попытка 2 | Итог    | Итог  |
| Спортсмен      | Соревнование      | Время     | Время     | Время   | Место |
| -------------- | ----------------- | --------- | --------- | ------- | ----- |
| Карола Калельо | Скоростной спуск  |           |           | 1:36.71 | 34    |
| Карола Калельо | Супергигант       |           |           | 1:25.08 | 41    |
| Карола Калельо | Гигантский слалом | DNF       | –         | DNF     | –     |
| Карола Калельо | Слалом            | 50.52     | 51.04     | 1:41.56 | 25    |

Комбинация
| Спортсмен      | Скоростной спуск | Слалом  | Слалом  | Итог           | Итог  |
| Спортсмен      | Время            | Время 1 | Время 2 | Итоговое время | Место |
| -------------- | ---------------- | ------- | ------- | -------------- | ----- |
| Карола Калельо | 1:35.09          | 39.98   | 38.70   | 2:53.77        | 19    |

### Сноуборд
Гигантский слалом (мужчины)
| Спортсмен     | Попытка 1 | Попытка 2 | Итог    | Итог  |
| Спортсмен     | Время     | Время     | Время   | Место |
| ------------- | --------- | --------- | ------- | ----- |
| Мариано Лопес | 1:12.20   | 1:19.11   | 2:31.31 | 21    |